# A Song for All Seasons
A Song for All Seasons è l'ottavo album in studio del gruppo rock progressivo britannico Renaissance, pubblicato nel 1978.

## Tracce
Side 1
1. Opening Out (Jon Camp, Michael Dunford) – 4:14
2. Day of the Dreamer (Camp, Dunford) – 9:43
3. Closer than Yesterday (Camp, Dunford) – 3:18
4. Kindness (At the End) (Camp) – 4:51

Side 2
1. Back Home Once Again (Camp, Dunford) – 3:15
2. She Is Love (Dunford, Betty Thatcher) – 4:11
3. Northern Lights (Dunford, Thatcher) – 4:06
4. A Song for All Seasons (Camp, Dunford, Terence Sullivan, Thatcher, John Tout) – 10:53

## Formazione
- Annie Haslam – voce (1-3, 5, 7, 8)
- Michael Dunford – chitarra acustica, chitarra a 12 corde, chitarra elettrica
- John Tout – tastiera
- Jon Camp – basso, pedali, chitarra elettrica, voce (4, 6)
- Terence Sullivan – batteria, percussioni